# Résolution 1225 du Conseil de sécurité des Nations unies
Membres permanents
- Chine
- États-Unis
- France
- Royaume-Uni
- Russie

Membres non permanents
- Argentine
- Bahrain
- Brésil
- Canada
- Gabon
- Gambie
- Malaisie
- Namibie
- Pays-Bas
- Slovénie

Résolution no 1224 Résolution no 1226
La résolution 1225 du Conseil de sécurité des Nations unies a été adoptée à l'unanimité le 28 janvier 1999. Après avoir réaffirmé toutes les résolutions sur la Géorgie, en particulier la résolution 1187 (de 1998), le Conseil a prorogé le mandat de la Mission d'observation des Nations unies en Géorgie (MONUG) jusqu'au 31 juillet 1999, et a exprimé son intention de revoir son mandat.
Le Conseil a observé que la situation dans la zone de conflit restait tendue et instable et que les négociations entre la Géorgie et l'Abkhazie étaient dans l'impasse. Il a reconnu que la présence de soldats de la paix de la MONUG et de la Communauté des États indépendants (CEI) avait stabilisé la situation. Les parties doivent respecter les droits de l’homme et le Conseil de sécurité appuie les efforts du Secrétaire général Kofi Annan pour trouver des moyens d’améliorer leur respect.
Les parties ont tenu une réunion à Athènes en octobre 1998 mais n'ont pas été en mesure de s'entendre sur les mesures de confiance, sur la sécurité, sur le retour des réfugiés et sur la reconstruction économique. Le Conseil de sécurité a exigé que les deux parties reprennent les négociations et s'engagent dans le processus de paix. Ils ont également été instamment priés d’adhérer à l’Accord sur le cessez-le-feu et la séparation des forces.
Dans le même temps, la situation des réfugiés restait préoccupante et le Conseil de sécurité a réaffirmé que les changements démographiques causés par le conflit étaient inacceptables. Il a condamné les activités des groupes armés, notamment la pose de mines terrestres, qui ont entravé le travail des organisations humanitaires et retardé la normalisation de la situation dans la région de Gali. Les deux parties ont été instamment priées de prendre des mesures pour mettre fin à ces activités.
La résolution a conclu en demandant au Secrétaire général de faire un rapport dans les trois mois sur la situation et en exprimant son intention de réexaminer l'opération de la MONUG à la fin de son mandat actuel.